# الموهبة (مسلسل)
الموهبة (بالإنجليزية: The Knick)‏ هو مسلسل تم إنتاجه في الولايات المتحدة. بدأ عرضه في سنة 2014. بلغ عدد مواسم المسلسل 2 مواسم، كما بلغ عدد حلقاته 15 حلقة، وتبلغ مدة الحلقة الواحدة 57 دقيقة. وهو من إخراج ستيفن سودربرغ. تم بث المسلسل لأول مرة بتاريخ 8 أغسطس 2014.

## بطولة
- كلايف أوين
- مايكل أنجارانو
- كارا سايمور
- راشيل كورين

## القصة
تتناول أحداث المسلسل حول حياة الاطباء في الولايات المتحدة في مطلع القرن العشرين، وفي مستشفى (نيكربوكر) حيث يعمل العديد من الموظفين والممرضات فيها، كانت هناك بعض الأفكار الطبية الشائعة والمغلوطة والتي انتشرت بين الناس والممرضات، جاء الطبيب جون إلى هذه المستشفى بعد تعيينه فيها، وسعى من خلال أعماله الطبية إلى تقليل نسبة ارتفاع الوفيات بعد تزايدها بشكل ملحوظ.

## وصلات خارجية
- الموقع الرسمي
- الموهبة على موقع IMDb (الإنجليزية)
- الموهبة على موقع ميتاكريتيك (الإنجليزية)
- الموهبة على موقع روتن توميتوز (الإنجليزية)
- الموهبة على موقع فيلمافينيتي (الإسبانية)
- الموهبة على موقع كينوبويسك (الروسية)
- الموهبة على موقع ألو سيني (الفرنسية)
- الموهبة على موقع قاعدة بيانات الفيلم (الإنجليزية)